# Yuvadhida Polpraserth
Sujarinee Vivacharawongse (thaï : สุจาริณี วิวัชรวงศ์), née Yuvadhida Polpraserth (ยุวธิดา ผลประเสริฐ), nommée Yuvadhida Suratsawadee ( ยุวธิดา สุรัสวดี) et surnommée Benz, née à Bangkok le 26 mai 1962, est une actrice thaïlandaise.

## Vie privée
De 1994 à 1996, elle a été l'épouse de Maha Vajiralongkorn, alors futur roi de Thaïlande. Ils ont eu cinq enfants ensemble.

## Filmographie
- 1978 : 15 หยก ๆ 16 ไม่หย่อน ('Sip ha yok yok sip hok mai yon)'
- 1978 : เลือดในดิน ('Lueat nai din)'
- 1978 : แสนแสบ ('Saen saep)'
- 1978 : กาม
- 1979 : ไอ้ถึก ('Ai thuek)'
- 1979 : หัวใจที่จมดิน ('Hua chai thi chom din)'
- 1979 : รอยไถ ('Roi thai)'